# Европско првенство у кошарци 1971.
Европско првенство у кошарци 1971. је седамнаесто регионално кошаркашко такмичење организовано под покровитељством ФИБА Европе. Такмичење је одржано у тадашњој Немачкој од 10. септембра до 19. септембра. Градови домаћини били су Есен и Беблинген. Учествовале су репрезентације Бугарске, Чехословачке, Западне Немачке, Француске, Израела, Италије, Пољске, Румуније, Совјетског Савеза, Шпаније, Турске и репрезентација Југославије.

## Турнир

### Прелиминарна рунда
Екипе су биле подељене у 2 групе по 6 екипа. Играло се по једноструком лига систему (свако са сваким једну утакмицу). За победу добијало се 2 поена, а за пораз 1 поен. Збир поена коришћен је за рангирање унутар група.

#### Група А
1. коло одиграно 10. септембра:
|  | Француска | 66 - 79 | Шпанија         |  |
|  | Румунија  | 55 - 83 | СССР            |  |
|  | Пољска    | 78 - 73 | Западна Немачка |  |

2. коло одиграно 11. септембра:
|  | Румунија        | 65 - 64 | Француска       |  |
|  | Шпанија         | 70 - 83 | Пољска          |  |
|  | Совјетски Савез | 91 - 54 | Западна Немачка |  |

3. коло одиграно 12. септембра:
|  | Пољска          | 91 - 65  | Француска       |  |
|  | Румунија        | 79 - 69  | Западна Немачка |  |
|  | Совјетски Савез | 118 - 58 | Шпанија         |  |

4. коло одиграно 14. септембра:
|  | Румунија        | 74 - 80 | Пољска          |  |
|  | Совјетски Савез | 75 - 63 | Француска       |  |
|  | Шпанија         | 73 - 69 | Западна Немачка |  |

5. коло одиграно 15. септембра:
|  | Совјетски Савез | 94 - 73 | Пољска          |  |
|  | Румунија        | 76 - 72 | Шпанија         |  |
|  | Француска       | 64 - 88 | Западна Немачка |  |

Табела групе А:
| Тим                | И | П | Г | КД  | КП  | Разлика | Бодови |
| ------------------ | - | - | - | --- | --- | ------- | ------ |
| 1. СССР            | 5 | 5 | 0 | 461 | 303 | +158    | 10     |
| 2. Пољска          | 5 | 4 | 1 | 405 | 376 | +29     | 9      |
| 3. Румунија        | 5 | 3 | 2 | 349 | 368 | -19     | 8      |
| 4. Шпанија         | 5 | 2 | 3 | 352 | 412 | -60     | 7      |
| 7. Западна Немачка | 5 | 1 | 4 | 353 | 385 | -32     | 6      |
| 8. Француска       | 5 | 0 | 5 | 322 | 398 | -76     | 5      |

#### Група Б
1. коло одиграно 10. септембра:
|  | Израел       | 68 - 87 | Италија  |  |
|  | Чехословачка | 88 - 69 | Турска   |  |
|  | Југославија  | 70 - 69 | Бугарска |  |

2. коло одиграно 11. септембра:
|  | Турска       | 97 - 88 | Израел      |  |
|  | Чехословачка | 66 - 81 | Југославија |  |
|  | Италија      | 78 - 69 | Бугарска    |  |

3. коло одиграно 12. септембра:
|  | Турска  | 83 - 86 | Југославија  |  |
|  | Израел  | 75 - 98 | Бугарска     |  |
|  | Италија | 74 - 60 | Чехословачка |  |

4. коло одиграно 13. септембра:
|  | Бугарска | 85 - 74  | Чехословачка |  |
|  | Израел   | 92 - 118 | Југославија  |  |
|  | Турска   | 53 - 67  | Италија      |  |

5. коло одиграно 14. септембра:
|  | Израел      | 85 - 113 | Чехословачка |  |
|  | Бугарска    | 87 - 60  | Турска       |  |
|  | Југославија | 79 - 68  | Италија      |  |

Табела групе Б:
| Тим             | И | П | Г | КД  | КП  | Разлика | Бодови |
| --------------- | - | - | - | --- | --- | ------- | ------ |
| 1. Југославија  | 5 | 5 | 0 | 434 | 358 | +76     | 10     |
| 2. Италија      | 5 | 4 | 1 | 374 | 329 | +45     | 9      |
| 3. Бугарска     | 5 | 3 | 2 | 408 | 357 | +51     | 8      |
| 4. Чехословачка | 5 | 2 | 3 | 401 | 394 | +7      | 7      |
| 7. Турска       | 5 | 1 | 4 | 342 | 416 | -74     | 6      |
| 8. Израел       | 5 | 0 | 5 | 408 | 513 | -105    | 5      |

### Утакмице за пласман

#### Утакмице за пласман од 9. до 12. места
Учествовали су тимови који су у групама заузели 5. и 6. место. Играли су унакрсно по једноструком куп систему (једна утакмица где поражени испада) А5:Б6, А6:Б5. Победници су играли утакмицу за 9, а поражени утакмицу за 11. место.
Утакмице за пласман од 9. до 12. места одигране су 17. септембра:
|  | Француска       | 82 - 60 | Турска |  |
|  | Западна Немачка | 99 - 76 | Израел |  |

Утакмица за 11. место одиграна је 18. септембра:
|  | Турска | 74 - 84 | Израел |  |

Утакмица за 9. место одиграна је 19. септембра:
|  | Француска | 86 - 71 | Западна Немачка |  |

#### Утакмице за пласман од 5. до 8. места
Учествовали су тимови који су заузели 3. и 4. место у групама прелиминарне рунде. Играли су трећепласирани тимови против четвртопласираних тимова из супротне групе. Победници су играли утакмицу за 5. место, а поражени утакмицу за 7. место.
Утакмице за пласман од 5. до 8. места одигране 17. септембра:
|  | Шпанија  | 84 - 95 | Бугарска     |  |
|  | Румунија | 74 - 87 | Чехословачка |  |

Утакмица за 7. место одиграна 18. септембра:
|  | Шпанија | 86 - 71 | Румунија |  |

Утакмица за 5. место одиграна 19. септембра:
|  | Бугарска | 76 - 99 | Чехословачка |  |

### Полуфиналне утакмице
Учествовали су тимови који су заузели 1. и 2. место у групама прелиминарне рунде. Играли су првопласирани тимови против другопласираних тимова из супротне групе. Победници су играли утакмицу за 1. место, а поражени утакмицу за 3. место.
Полуфиналне утакмице одигране 17. септембра:
|  | Пољска          | 75 - 100 | Југославија |  |
|  | Совјетски Савез | 93 - 66  | Италија     |  |

### Утакмица за треће место
Састали су се поражени тимови из полуфиналних сусрета.
Утакмица за 3. место одиграна 18. септембра:
|  | Италија | 85 - 67 | Пољска |  |

### Финална утакмица
Састали су се победници полуфиналних утакмица.
Финална утакмица одиграна 19. септембра:
|  | Совјетски Савез | 69 - 64 | Југославија |  |

| Првак Европе 1971.                |
| --------------------------------- |
| Совјетски Савез Једанаеста титула |

## Коначан пласман
| Место | Репрезентација  |
| ----- | --------------- |
| 1     | Совјетски Савез |
| 2     | Југославија     |
| 3     | Италија         |
| 4     | Пољска          |
| 5     | Чехословачка    |
| 6     | Бугарска        |
| 7     | Шпанија         |
| 8     | Румунија        |
| 9     | Западна Немачка |
| 10    | Француска       |
| 11    | Израел          |
| 12    | Турска          |